# 고동수
고동수(1987년 3월 17일 ~ )은 대한민국의 희극 배우이자 대한민국의 교통경찰이다.

## 학력
- 한양대학교 ERICA캠퍼스 (학사)

## 출연작

### 방송
- 웃찾사 (SBS)
  - 알바넷 (2014.07.25 ~ 2014.09.12)
  - 새벽의 스타 (2014.09.26 ~ 2014.10.03)
  - LTE-A 뉴스 (2015.03.06 ~ 2015.06.21)
  - 해석남녀 (2015.07.12 ~ 2015.08.23)
  - 세시봉 리턴즈 (2015.09.06 ~ 2015.12.20)